# Färöische Fußballmeisterschaft 1973
Die Färöische Fußballmeisterschaft 1973 wurde in der Meistaradeildin genannten ersten färöischen Liga ausgetragen und war insgesamt die 31. Saison. Sie startete am 23. April 1973 und endete am 9. September 1973.
Meister wurde HB Tórshavn, die den Titel somit zum siebten Mal erringen konnten. Titelverteidiger KÍ Klaksvík landete auf dem zweiten Platz. HB blieb über die gesamte Saison verlustpunktfrei, was bisher nur TB Tvøroyri 1949, KÍ Klaksvík 1969 sowie HB selbst 1975 gelungen war.
Im Vergleich zur Vorsaison verschlechterte sich die Torquote auf 4,14 pro Spiel, was den niedrigsten Schnitt seit 1963 bedeutete. Den höchsten Sieg erzielte HB Tórshavn mit einem 8:0 im Heimspiel gegen ÍF Fuglafjørður, was zugleich mit dem 2:6 zwischen VB Vágur und HB Tórshavn am vorletzten Spieltag das torreichste Spiel darstellte.

## Modus
In der Meistaradeildin spielte jede Mannschaft an zehn Spieltagen jeweils zwei Mal gegen jede andere. Die punktbeste Mannschaft zu Saisonende stand als Meister dieser Liga fest, eine Abstiegsregelung gab es nicht.

## Saisonverlauf
HB Tórshavn gewann alle Saisonspiele, so auch beide Duelle gegen den direkten Verfolger KÍ Klaksvík. Das Hinspiel entschied HB mit 2:0 für sich. Am letzten Spieltag kam es dann erneut zum Aufeinandertreffen, wobei HB die weitaus bessere Tordifferenz aufwies und in Klaksvík mit 2:1 gewinnen konnte.

## Abschlusstabelle
| Pl. | Verein          | Sp. | S  | U | N | Tore    | Quote | Punkte |
| --- | --------------- | --- | -- | - | - | ------- | ----- | ------ |
| 1.  | HB Tórshavn (P) | 10  | 10 | 0 | 0 | 041:800 | 5,13  | 20:0   |
| 2.  | KÍ Klaksvík (M) | 10  | 8  | 0 | 2 | 025:900 | 2,78  | 16:40  |
| 3.  | TB Tvøroyri     | 9   | 4  | 0 | 5 | 013:120 | 1,08  | 08:10  |
| 4.  | VB Vágur        | 9   | 3  | 1 | 5 | 018:200 | 0,90  | 07:11  |
| 5.  | B36 Tórshavn    | 10  | 2  | 1 | 7 | 012:250 | 0,48  | 05:15  |
| 6.  | ÍF Fuglafjørður | 10  | 1  | 0 | 9 | 011:460 | 0,24  | 02:18  |

Platzierungskriterien: 1. Punkte – 2. Torquotient
| (M) | Meister 1972     |
| (P) | Pokalsieger 1972 |

## Spiele und Ergebnisse
|                 | B36 | HB  | ÍF  | KÍ  | TB  | VB     |
| --------------- | --- | --- | --- | --- | --- | ------ |
| B36 Tórshavn    |     | 0:4 | 5:2 | 1:6 | 1:0 | 0:2    |
| HB Tórshavn     | 4:2 |     | 8:0 | 2:0 | 3:1 | 4:2    |
| ÍF Fuglafjørður | 4:2 | 0:7 |     | 0:3 | 0:1 | 2:5    |
| KÍ Klaksvík     | 1:0 | 1:2 | 6:1 |     | 2:1 | 3:1    |
| TB Tvøroyri     | 1:0 | 0:1 | 5:2 | 1:2 |     | 01:3 1 |
| VB Vágur        | 1:1 | 2:6 | 4:0 | 0:1 | 1:3 |        |

## Spielstätten
| Mannschaft      | Stadion        | Spielort     |
| --------------- | -------------- | ------------ |
| B36 Tórshavn    | Gundadalur     | Tórshavn     |
| HB Tórshavn     | Gundadalur     | Tórshavn     |
| ÍF Fuglafjørður | Í Fløtugerði   | Fuglafjørður |
| KÍ Klaksvík     | Við Djúpumýrar | Klaksvík     |
| TB Tvøroyri     | Sevmýri        | Tvøroyri     |
| VB Vágur        | Á Eiðinum      | Vágur        |

## Nationaler Pokal
Im Landespokal gewann HB Tórshavn mit 3:1 gegen KÍ Klaksvík und erreichte dadurch das Double.